# Prelatura kláštera ve Žďáru nad Sázavou
Prelatura kláštera ve Žďáru nad Sázavou je barokní novostavba z let 1722–1727. Autorství není přímo doloženo, ale dle podoby a doložené činnosti Jana Blažeje Santiniho-Aichela pro žďárský klášter je stavba přisuzována právě jemu. Stavebníkem byl opat cisterciáckého kláštera ve Žďáře nad Sázavou Václav Vejmluva, který stál v čele kláštera v letech 1705–1738.

## Historie
Zvolením tehdy pětatřicetiletého opata znamená počátek rozkvětu kláštera, trvajícího přibližně do poloviny 18. století, kdy po Vejmluvovi vládne opat Bernard Hennet. Starobrněnský rodák Vejmluva patřil k typickým představitelům starých církevních řádů v zemi, kteří vedle příslušníků domácí rodové šlechty usilovali ve složitých poměrech doby o uhájení své nezávislosti a tradičního postavení proti expanzi cizí vojenské šlechty a čerstvě nobilitovaných zbohatlíků, jimiž v té době byly zaplaveny Čechy a Morava po skončení třicetileté války. Charakter jejich duchovních snah měl proto historizující ráz, který se ve výtvarném umění projevil barokní gotikou (gotizujícím barokem). Žďár nad Sázavou se stal v architektonických dílech Jana Blažeje Santiniho ohniskem barokní gotiky.
V té době jako opatská rezidence sloužila žďárskému klášteru středověká budova ležící severozápadně od konventního chrámu a severně od hodinové věže. Ve vrcholně barokním období již bloková a převážně gotická stavba nemohla vyhovovat nárokům církevního velmože na reprezentaci. Zvýšené požadavky mělo vyplnit nově vybudované křídlo mezi starou prelaturou a konventním kostelem. Stavba křídla byla spojena i s dalšími architektonickými počiny týkajícími se severní části klášterního areálu, kde nově vznikala šlechtická akademie. Stavba vstupního křídla prelatury byla započata roku 1722 a roku 1727 již byla dokončena a zpřístupněna. Vybavování a výzdoba objektu trvala dalších několik let, například kolem roku 1734 je datována velká freska klenby hlavního sálu od Karla Františka Töppera (1682–1738), sál se nachází v prvním patře nové prelátské rezidence. Jedná se o významného barokního malíře, jehož nástěnné malby se nachází mimo Žďár nad Sázavou například v Jihlavě, Velkém Meziříčí či v Olomouci, kde vymaloval nově vzniklou proboštskou rezidenci. Novostavba byla poničena během velkého požáru v roce 1737, Vejmluvův nástupce, opat Bernadr Hennet, nechal opravit vzniklé škody a provedl několik rozsáhlých změn – u vstupního křídla prelatury byla změněna jeho východní boční část, jež byla zvýšena o druhé patro, střední rizalit a západní boční část si zachovaly stejnou podobu jako u Santiniho projektu. Křídla, uzavírající dvůr prelatury na východní a severní straně, byla po roce 1738 opatem Hennetem budována nově od základů, tato velkorysá stavební akce byla dokončena roku 1750.

## Popis
Vstupní křídlo prelatury je koncipováno jako symetrická sestava tří objemů. Střední část je příčně orientovaný osmistěn, který je ze stran doprovázen protějškovou dvojicí nižších křídel obdélných půdorysů. Střední rizalit je lehce převýšen, což je zdůrazněno mansardovou, pavilonovitou střechou. Hlavní průčelí prelatury je bohatě tvarováno s některými motivy, které jsou známé z dalších Santiniho staveb vzniklých kolem roku 1720, kupříkladu pilastry podkládané rustikovanými lisenovými rámy se nacházejí na severním průčelí konventu kláštera ve Zbraslavi, stejně tak i sestava oken hlavního sálu s výškově obdélným a kruhovým okulem nad jeho překladem má těsnou analogii u oken středního rizalitu severního křídla zbraslavského konventu. Objevují se zde detaily okenních šambrán odkazující na tytéž formy na průčelí zámku v Chlumci nad Cidlinou, zachovaný původní vikýř nad západní částí křídla obměňuje tvar hodinových vikýřů věží na zámku v Rychnově nad Kněžnou. Pozoruhodným a novým kompozičním prvkem je řešení soklu fasády, který dosahuje pouze do výše pat záklenků portálů přízemí. Soklová římsa je výrazně modelována, u oken dochází k zalamování do špalet, u portálů bočních částí fasády je naopak transformována v jejich archivolty. Čtyřlistá archivolta hlavního portálu žďárské prelatury je formou syntetizující barokní a gotické tvarové cítění. V interiéru stavby především zaujme halové hlavní schodiště s visutými rameny schodů. V hlavním sále odkazují k Santiniho invenci pouze některé detaily, kupříkladu profily úseků říms v patě klenby. Hlavní sál má podobu protáhlého oktogonu s velkými okny směřovanými k jihu, které celý prostor osvětlují. Bílé stěny sálu jsou holé, pouze na osmi pilastrech jsou zavěšena zrcadla v zlatých rámech. V jedné z nik, kterými jsou stěny sálu členěny, jsou umístěna barokní kachlová kamna. Výzdoba je zde soustředěna na klenbu, která je celá pokryta nástěnnou malbou – ta esteticky celému prostoru dominuje. Je možné, že původně nebyla fresková výzdoba pro tento prostor zamýšlena – Santinim navržená klenba byla později pro plánovanou freskovou výzdobu dodatečně upravena. Došlo k odstranění hran klenebních náběhů a k úpravě klenebního zrcadla, aby výmalba byla plynulá a ničím nerušená a odpovídala osmibokému půdorysu sálu.
V centrální části klenebního zrcadla se nachází výjev Sv. Benedikt předává svou řádovou řeholi Bernardu z Clairvaux. Hlavní scéna je po stranách doplněna čtyřmi starozákonními výjevy, vždy po dvou nad delšími stěnami sálu. Na jižní straně je zobrazena Návštěva tří mužů u Abraháma a Mojžíšovo zázračné nalezení vody na poušti. Na protilehlé severní stěně se nachází Obětování Izáka a Návštěva andělů u Lota. Jeden z dvojice výjevů se vždy odehrává v architektuře, druhý pak ve volné přírodě. Pod každou scénou je na pendantivu vymalovaná kartuš s textem. Ten se skládá z krátkého citátu z Bible a motta, které se vždy tematicky vztahuje k výše zobrazenému výjevu. Nad kratšími stranami sálu je v malované architektuře proveden opatský a konventní znak.